# Jeff Loomis
Jeff Loomis (nacido el 14 de septiembre de 1971) es un músico estadounidense, conocido por su papel como guitarrista principal en el grupo de metal progresivo Nevermore. En noviembre de 2014 se anunció que sería el nuevo guitarrista de la banda sueca de death metal melódico Arch Enemy.

## Biografía

### Infancia
Loomis tuvo su primera guitarra a la edad de nueve años, pero no empezó a practicar de forma seria hasta los 15 años. Cuando era adolescente en Wisconsin tocó en unas cuantas bandas de versiones y tres grupos de death metal antes de comenzar con bandas más estables.
Guitarristas que influyeron en el estilo de Loomis podemos citar a Yngwie Malmsteen, Marty Friedman, Jason Becker y Brian May. A la edad de 16, Loomis ganó el concurso "Wisconsin's Guitar Wars"[cita requerida] (traducción "La Guerra de Guitarras de Wisconsin").
Hizo una prueba para Megadeth (durante la época de "So Far, So Good... So What!") con solo 16 años, después que el guitarrista Chris Poland fuese echado de la banda. Tras tocar con ellos unas cuantas canciones, Dave Mustaine, el líder del grupo y guitarrista solista, agradecieron a Loomis la prueba y le auguraron que algún día sería un gran guitarrista, pero que por su edad no era adecuado para el grupo.
Jeff Loomis vio algún show de gira de Cacophony, y le dijo a Marty Friedman, que se presentó interesado, sobre la audición. Marty probó justo después por el puesto en Megadeth, donde entró en 1989. En 2005, Loomis ha podido compartir escenario con Megadeth, siendo guitarrista de Nevermore, en la gira "Gigantour festival".
Jeff comenzó a escribir su álbum en solitario "Zero Order Phase". En ese tiempo Megadeth estaba buscando de nuevo guitarrista, por lo que invitaron a Jeff para unirse a ellos. Jeff declinó la oferta aduciendo que seguía trabajando en su disco en solitario. Coincidencias de la vida, fue Chris Broderick, compañero de Loomis en Nevermore, el que acabó ocupando el puesto en Megadeth.

### Sanctuary (1990-1991)
No mucho después de ser probado para guitarrista en Megadeth (donde también fueron probados Steve Smyth y Chris Broderick, que acabaron tocando para su posterior grupo Nevermore en diferentes épocas), Loomis no pudo entrar en la banda Sanctuary cuando su guitarrista Sean Blosl dejó el grupo.
Sin embargo, en estos años si fue capaz. De todas formas, por culpa de una pelea iniciada por el guitarrista Lenny Rutledge, que quería rotar el estilo del grupo hacia el grunge, la banda se disolvió cuatro semanas después de entrar Loomis.

### Nevermore (1991-2011)
Tras la ruptura, Loomis y los miembros fundadores de Sanctuary Warrel Dane (vocalista) y Jim Sheppard (bajista) planearon formar Nevermore, y a finales de 1994, Loomis se convirtió en el guitarrista principal de Nevermore tras la pequeña temporada en Sanctuary.
Durante el tiempo que estuvo en el grupo se convirtió en el principal compositor de Nevermore. Su contribución se puede encontrar en álbumes como The Politics of Ecstasy, Dreaming Neon Black, This Godless Endeavor (incluyendo a Steve Smyth, que previamente estuvo en el grupo Testament) y el álbum de Nevermore de 2010, The Obsidian Conspiracy.
Loomis jugó un importante papel en el desarrollo del sonido que tiene hoy día Nevermore, usando guitarras de 7 cuerdas y técnicas como el sweep-picking. Una de sus mayores exposiciones es el aclamado por la crítica Dead Heart in a Dead World, donde compuso la gran mayoría del material.
El 21 de abril de 2011, Loomis y Van Williams dejaron Nevermore, aduciendo diferencias musicales y personales con Warrel Dane.

### Solo (2005-presente)
En 2005, Jeff anunció que se iba a tomar un respiro y luego empezaría a grabar un álbum en solitario. Él dijo: "Es algo que llevo intentando hacer desde hace algún tiempo... Será del tipo de cosas que hacían Jason Becker/Marty Friedman".
El 1 de abril de 2008 Jeff dijo que las 10 canciones que había compuesto ya tenían las partes de batería grabadas (hechas por Mark Arrington, que estuvo con él en Nevermore, durante algunas noches) y que próximamente se pondría a grabar las guitarras rítmicas. El 3 de julio de 2008, anunció que el álbum se titularía Zero Order Phase . Fue lanzado el 30 de septiembre de ese año, via Century Media Records.
En esta temporada fue cuando Dave Mustaine de Megadeth invitó a Jeff para unirse al grupo como guitarra principal, cosa que declinó en favor de su trabajo en solitario.
El 10 de abril de 2012, su segundo álbum en solitario, Plains of Oblivion fue lanzado por Century Media Records. Algunos solos de este álbum están realizados por Marty Friedman, Tony MacAlpine y Chris Poland.
En el verano de 2012, Jeff Loomis se embarcó en una gira por América del Norte con The Contortionist, Chimp Spanner y 7 Horns 7 Eyes.

### Arch Enemy (2014-presente)
El 17 de noviembre de 2014, Jeff Loomis fue anunciado como nuevo guitarrista de la banda de death metal melódico Arch Enemy, reemplazando a Nick Cordle. Su primer concierto con ellos fue el 26 de noviembre en Lyon, Francia, en el comienzo de la gira europea "War Eternal".

### Otros
Loomis tiene una columna mensual[cita requerida] en la revista Guitar World titulada "Merchant of Menace" (mercader de la amenaza, traducido) donde explica como tocar los riffs y solos de Nevermore. En columnas más recientes, el guitarrista cofundador de Nevermore, Steve Smyth, ha coescrito el apartado renombrado como "The Merchants of Menace" (los mercaderes de la amenaza, traducido). Además ha aparecido en Young Guitar Magazine, enseñando a otros guitarritas cómo tocar y explicando su estilo y forma de tocar en Nevermore.
En 2009 "Guitar World" sacó su primer video de enseñanza.
Jeff ha grabado a finales del otoño de 2009 un DVD de enseñanza dividido en 2 partes con RockHouseMethod, que se lanzó a mercado en 2010. También en 2010 ha tocado como guitarrista invitado en el álbum de Keith Merrow "Awaken the Stone King", lanzado el 1 de enero de 2011. Además, tocó también como invitado en la canción "Racecar" del grupo Periphery, incluido en su álbum debut.
Se anunció en julio de 2013 que Loomis se asociaría con Keith Merrow, Alex Webster de Cannibal Corpse y Alex Rüdinger de The Faceless para grabar un álbum instrumental titulado "Conquering Dystopia", que sería producido con aportaciones benéficas.
En 2013 Loomis empezó a girar con Soilwork.

## Equipamiento
Loomis toca con varias guitarras Schecter de 7 (y ocasionalmente 6) cuerdas, incluyendo la Jeff Loomis C7 FR Signature Model con pastillas EMG 707 y un tremolo Floyd Rose.  Además toca una Schecter C-7 Hellraiser con pastillas humbucker activas EMG 707, y la C-7 Blackjack con pastillas Seymour Duncan Blackout. Previamente a las Schecter, ha tocado una gran variedad de guitarras, incluyendo Ibanez (época de Politics of Ecstasy), Gibson, Jackson (periodo de Dreaming Neon Black), ESP (periodo de Dead Heart...) y Warmoth.
En el video promocional del tema 'Believe In Nothing' se le puede ver usando una LTD M series (pudiera ser M400 o M100fm). Es dueño también de una ESP Horizon 7.
Patrocinó los amplificadores Peavey y ha usado su cabezal XXX, tras lo cual se fue a Krank Amplifiers, por lo que se le ha visto usando en directo tanto cabezales como pantallas Krankenstein. Sobre 2008 Jeff patrocinó los ENGL Amplification y ha usado muchos cabezales en algún momento, siendo el más importante el SE 670, luego el Fireball y por último cabezales Savage con el Engl Special Edition E570 Rack-mounted Preamp con Engl 100W Stereo Poweramp así como pantallas Engl.
A principios de 2007, Schecter sacó a la venta la Jeff Loomis Signature Schecter 7 string, basada en el modelo C-7 Hellraiser. Esta guitarra llevaba las pastillas activas EMG 707, cuerpo de ceniza en «satinado vampiro rojo» y tres piezas de mástil de arce con diapasón de arce y sintonizadores de bloqueo Sperzel. En el NAMM de 2008 sacó un nuevo modelo, cuya única diferencia es que lleva un puente fijo en vez del Floyd Rose.
Jeff también puede ser visto en Youtube tocando una electroacústica LAG Tramontane T100 ASCEBLK.
En enero de 2014, Schecter anunció que la serie Loomis se había sometido a un rediseño. Ahora llevarían pastillas activas internas EMG 57-7H y 66-7H, todo en color negro, un cuerpo más delgado pero con un espacio más grande en la parte posterior, un mástil más delgado y sin pintar, con los controles de volumen y elección de pastillas reposicionados, trastes de acero inox, y la opción de Hipshot hard-tail bridge (JL-7), en lugar del anterior puente TonePros Tune- O- Matic, o un puente flotante Floyd Rose ( JL- 7FR ). El mástil también se reposicionó para un mejor acceso superior al trastero. Está disponible tanto en satén rojo vampiro como negro brillante.
Jeff usa cuerdas Ernie Ball. Su juego actual es 9-46+62 afinado en Drop A, pero solía usar unas 10-52 (arriba flaco, fondo pesado) + calibre 70 con púas Dunlop Tortex 1.5 mm Sharp.
Para amplificación actualmente usa Kemper Profiler PowerRack.

### Pedales de efectos
- Line 6 Helix Rack (Arch Enemy live tour)
- Maxon 808
- MXR Stereo Chorus
- Way Huge Electronics Green Rhino Mk II
- Morley Dragon Wah

### Equipo de grabación
- ENGL Amps - Engl Savage 120 head. También E670
- Digidesign 002 Rack Protools unit
- Korg Padkontrol
- Apple Macbook Pro
- M Audio altavoces para monitores (BX8's?)
- Kemper Profiling Amplifier

## Discografía

### Como solista
- Zero Order Phase (2008)
- Plains of Oblivion (2012)
- Requiem for the Living (EP, 2013)

### Nevermore
- Nevermore (1995)
- In Memory (EP, 1996)
- The Politics of Ecstasy (1996)
- Dreaming Neon Black (1999)
- Dead Heart in a Dead World (2000)
- Enemies of Reality (2003, remezclado en 2004)
- This Godless Endeavor (2005)
- The Year of the Voyager (2008)
- The Obsidian Conspiracy (2010)

### Arch Enemy
- Stolen Life (EP, 2015)
- As the Stages Burn! (2017)
- Will to Power (2017)
- Deceivers (2022)

### Conquering Dystopia
- Conquering Dystopia (2014)[9]

### Colaboraciones
- God Forbid - Gone Forever (2004)
- Pamela Moore - Stories from a Blue Room (2006)
- Annihilator - Metal (2007)
- Warrel Dane - Praises to the War Machine (2008)
- Marty Friedman - Future Addict (2008)
- Switchblade - Invictus Infinitum (2009)
- Tim "Ripper" Owens - Play My Game (2009)
- Periphery - Periphery (2010)
- Pale Gray Sky - Everything for Nothing (2010)
- Keith Merrow - Heart of the Sea Nymph (2011)
- Glen Drover - Metalusion, (2011), Magna Carta
- Keith Merrow - Spice-Dealer (2012)
- Stephan Forté - The Shadows Compendium (2011)
- 7 Horns 7 Eyes - Throes of Absolution (2012)[10]
- Leander - Szívidomár (2012)[11]
- Ihsahn - Eremita (2012)
- David Maxim Micic - Bilo 3.0 (2013)
- Hannes Grossmann - The Radial Covenant (2014)
- Tony MacAlpine – Concrete Gardens (2015)
- Jason Richardson – I (2016)
- Rob Scallon – The Scene is Dead (2017)
- Scale the Summit - "In A World of Fear" (2017)
- Andy Gillion - Skyless (2019)
- Amaranthe - "Do or Die" (2020)
- Alissa - TBA (2020)

## DVD de enseñanza
- Super Shred - Guitar World

Extreme Lead Guitar: Dissonant Scales & Arpeggios (The Rock House Method)
Traducido al español: "Guitarra Principal Extrema: Escalas Disonantes y Arpeggios"